# Eutrichosiphum szechuanense
Eutrichosiphum szechuanense är en insektsart som beskrevs av Tseng och Tao 1938. Eutrichosiphum szechuanense ingår i släktet Eutrichosiphum och familjen långrörsbladlöss. Inga underarter finns listade i Catalogue of Life.